# Kizz My Black Azz
Albums de MC Ren
Shock of the Hour
(1993)
Singles
1. Final Frontier
Sortie : 14 mai 1992

Kizz My Black Azz est le premier EP du rappeur américain MC Ren. Il est sorti le 30 juin 1992, par Ruthless Records et Priority Records.

## Liste des titres
| No | Titre                     | Auteur                                 | Contient un (des) sample(s) de                                                                            | Durée |
| -- | ------------------------- | -------------------------------------- | --- | ----- |
| 1. | Intro: Check It Out Ya'll | Bobby Ervin                            | Ruthless Villain de Eazy E feat. MC Ren The Dayz of Wayback de N.W.A Alwayz Into Somethin' de N.W.A       | 2:01  |
| 2. | Behind The Scenes         | Bobby Ervin, Lorenzo Patterson         | Papa Was Too de Joe Tex                                                                                   | 4:37  |
| 3. | Final Frontier            | Bobby Ervin, Lorenzo Patterson         | Crossfire de The Crusaders Flash Light de Parliament The Bridge Is Over de Boogie Down Productions        | 4:11  |
| 4. | Right Up My Alley         | Bobby Ervin, Lorenzo Patterson         | La Di Da Di de Doug E. Fresh et Slick Rick                                                                | 5:37  |
| 5. | Hounddogz                 | Lorenzo Patterson, The Torture Chamber | The Unsafe Bridge de Laura Olsher Atomic Dog de George Clinton Eric B. Is President de Eric B. & Rakim    | 4:34  |
| 6. | Kizz My Black Azz         | Bobby Ervin, Lorenzo Patterson         | I Know You Got Soul de Bobby Byrd Do the Funky Penguin de Rufus Thomas Looking Out My Window de Tom Jones | 4:18  |